# Харківський національний аграрний університет імені В. В. Докучаєва
Харківський національний аграрний університет ім. В. В. Докучаєва — колишній державний вищий навчальний заклад IV рівня акредитації, підпорядкований Міністерству освіти і науки України, що був розташований у передмісті Харкова, у селищі Докучаєвське Харківського району Харківської області.
Припинив існування у 2021 році через приєднання до складу Державного біотехнологічного університету.

## Назви закладу
- 1816-1840 роки - Маримонтський інститут землеробського господарства (Польща);
- 1840-1861 роки - Маримонтський інститут сільського господарства і лісівництва (Польща);
- 1862-1869 роки - Політехнічний і землеробсько-лісний інститут у Ново-Олександрії (Польща);
- 1869-1914 роки - Ново-Олександрійський інститут сільського господарства і лісівництва (Польща);
- 1914-1921 роки - Ново-Олександрійський інститут сільського господарства і лісівництва (на правах евакуйованого, Харків);
- 1921-1930 роки - Харківський інститут сільського господарства і лісівництва (Харків);
- 1921-1926 роки - Харківський інститут сільського господарства і лісівництва імені Х. Раковського;
- 1930-ті роки - Харківський інститут сільського господарства і лісівництва імені Сельінтерну;
- 1930-1934 роки - Харківський інститут зернового господарства 1934-1946 роки - Харківський сільськогосподарський інститут;
- 1941-1944 роки - Харківський сільськогосподарський інститут (на правах евакуйованого м. Катта-курган, Узбекистан);
- 1946-1991 роки - Харківський сільськогосподарський інститут ім. В. В. Докучаєва;
- 1991-2002 роки - Харківський державний аграрний університет ім. В. В Докучаєва;
- 2002-2021 роки - Харківський національний аграрний університет ім. В. В. Докучаєва.

## Історія
Найстаріший аграрний заклад вищої освіти в Україні засновано 1816 році. у передмісті Варшави — Маримонті, під назвою Інститут землеробського господарства, практичної ветеринарії та школи рукоділля. Фундатором і першим директором інституту став громадський діяч, професор Єжи Беньямін Флят (1768—1860).
У 1840 році до інституту приєднано Варшавську лісову школу і він став називатися Маримонтським інститутом сільського господарства і лісівництва.
У 1862 році інститут переведено в посад Ново-Олександрію (Пулави) Люблінської губернії, де він отримав назву Новоолександрійський інститут сільського господарства і лісівництва. Польське повстання 1863 року та участь студентів і викладачів у національному русі зумовили закриття навчального закладу. Лише в 1869 році інститут поновив свою роботу.
Упродовж 1892-1895 років обов'язки директора виконував професор Санкт-Петербурзького університету, відомий учений-природознавець і педагог Докучаєв В. В. За часів його керівництва внесено суттєві зміни до навчальних програм, запроваджено викладання економічних наук. Зусиллями вченого в 1894 році відкрито першу в світі кафедру генетичного ґрунтознавства, а сам навчальний заклад здобув світове наукове визнання. Заслугою Докучаєва В. В. було укріплення викладацького складу інституту висококваліфікованими викладачами, запрошеними передусім із Петровської землеробської академії. Серед них: фізіолог і ботанік Вотчал Є. Ф., лісівники Орлов М. М. і Бурий М. М., економісти Фотрунатов О. Ф. та Скворцов О. І., ґрунтознавець Сибірцев М. М.
Із початком Першої світової війни розпорядженням військового командування у 1914 році інститут евакуйовано до Харкова. Протягом 1915-1922 років його очолював професор Алов О. О.
Постановою РНК УРСР від 21 березня 1921 року Ново-Олександрійський інститут назавжди залишено в Харкові та перейменовано в Харківський сільськогосподарський інститут.
У зв'язку з розукрупненням сільськогосподарських вищих навчальних закладів Харківський СГІ 28 червня 1930 року реорганізовано і перейменовано на Харківський інститут зернового господарства в складі одного агрономічного факультету. Лісівничий факультет реорганізовано в Київський інститут лісового господарства. Інженерно-меліоративний факультет переведено в Одесу як окремий заклад. На базі кафедр механізації сільськогосподарського виробництва і фізики створено Харківський інститут механізації й електрифікації сільського господарства.
У 1933 році до інституту приєднали Харківський агроекономічний інститут на правах економічного факультету. Із 1934 року Харківський інститут зернового господарства знову отримав попередню назву — Харківський сільськогосподарський інститут.
Під час німецько-радянської війни інститут евакуйовано до міста Каттакурган Узбецької РСР. В евакуації він продовжив роботу з підготовки спеціалістів-аграрників, розвивалися наукові школи, запроваджувалися досягнення науки у виробництво.
У жовтні 1944 року виш повернувся до Харкова. У складних умовах воєнного часу та відбудови інститут очолював академік АН УРСР, професор Соколовський О. Н.

У березні 1946 року із нагоди 100-річчя від дня народження видатного вченого-ґрунтознавця В. В. Докучаєва інституту було присвоєно його ім'я. За успіхи у підготовці висококваліфікованих кадрів для сільського господарства та у зв'язку з 150-річчям від дня заснування інститут нагороджено Почесною грамотою Президії Верховної Ради УРСР (1966).
|                                                       |  |  |
| Ювілейна монета НБУ номіналом 2 грн., присвячена ХНАУ |  |  |

У 1961 році прийнято рішення про перебазування ХСГІ ім. В. В. Докучаєва на територію науково-дослідного господарства «Комуніст».
У 1969 році розпочалося будівництво нинішнього комплексу агроуніверситету, а в 1978 році завершилося перебазування інституту до навчального містечка.
У 1991 році інститут перетворено у Харківський державний аграрний університет ім. В. В. Докучаєва.
Указом Президента України від 27 березня 2002 року, ураховуючи загальнодержавне і міжнародне визнання результатів діяльності ХДАУ та його вагомий внесок у розвиток національної освіти і науки, університету надано статус національного.

## Ректори (директори)
1. Флят Єжи Беньямін (1819—1830)
2. Очаповський Михайло Миколайович (1835—1852)
3. Здзітовецький Йосип-Северин Станіславович (1853—1860)
4. Пржистанський Станіслав Станіславович (1860—1861)
5. Окнінський, Домінік (1861—1862)
6. Зелінський Антон Антонович (1862—1869)
7. Тютчев Іван Артамонович (1869—1876)
8. Добровольський Василь Михайлович (1876—1882)
9. Бажанов Олексій Михайлович (1882—1883)
10. Еймонт Павло Вікентійович (1883—1892)
11. Докучаєв Василь Васильович (1892—1895)
12. Потиліцин Олексій Лаврентійович (1895—1900)
13. Беляєв Володимир Іванович (1901—1902)
14. Будрін Петро Васильович (1902—1905)
15. Скворцов Олександр Іванович (1905—1908)
16. Саноцький Антон Степанович (1908—1911)
17. Калугін Іван Іванович (1911—1915)
18. Алов Олександр Олексійович (1915—1922)
19. Попов С. П. (1923)
20. Касьяненко Іван Іванович (1924—1925)
21. Сурож Йосип Гнатович (1925)
22. Клунний Григорій Михайлович (1925—1929)
23. Клецький Лев Михайлович (1930—1932)
24. Ходак Є. В. (1930—1932)
25. Медведь Яків Никифорович (1932)
26. Запара Петро Іванович (1932)
27. Барабаш Микола Андрійович (1932—1934)
28. Собко П. Є. (1934—1937)
29. Дмитренко Павло Тимофійович (1937—1944)
30. Соколовський Олексій Никанорович (1944—1959)
31. Грінченко Олександр Маркович (1959—1960)
32. Наумов Герман Федорович (1969—1993)
33. Лактіонов Микола Ілліч (1993—1996)
34. Євтушенко Микола Дмитрович (1996—2007)
35. Булигін Сергій Юрійович (2007—2009)
36. Пастухов Валерій Іванович (2009—2010)
37. Пузік Володимир Кузьмич (2010—2017)
38. Ульянченко Олександр Вікторович (2017—2021)

## Корпуси та кампуси

### Навчальне містечко ХНАУ
Навчальне містечко ХНАУ — автономний навчально-науково-виробничий комплекс загальною площею 106,3 га, розташоване в приміській зоні на схід від Харкова. Містечко побудовано у 1968—1991 рр. на землях навчально-дослідного господарства «Комуніст» (нині сел. Докучаєвське). На території вишу є 6 навчальних корпусів, сім гуртожитків, актовий зал на 830 місць, павільйон із сільськогосподарською технікою, спортивний зал, стадіон. Також у складі комплексу дослідні поля (понад 70 га), Парк ветеранів площею 6,3 га і Студентський парк площею 20 га.
«Перлиною» Харківщини є дендрологічний парк ХНАУ ім. В. В. Докучаєва. На території площею 23 га розмішені колекційні та експозиційні наділи (23 квартали), інтродукційний розсадник, насінні та архівні клонові плантації сосни, дуба та ліщини, квітники та розарій. У колекціях дендропарку зростає близько 900 видів деревних рослини, що представляють європейську, кримсько-кавказьку, середньоазіатську, китайську, далекосхідну, японську та північноамериканську флористичні зони.

## Структура університету
До складу агроуніверситету входить шість факультетів: агрономічний, захисту рослин, лісового господарства, інженерів землевпорядкування, обліку і фінансів, менеджменту і економіки.
- Інститут міжнародної освіти та підвищення кваліфікації
- Центр фахової передвищої та професійної освіти
- Фундаментальна бібліотека
- Навчально-науково-виробничий центр «Дослідне поле»
- Державне підприємство "Навчально-дослідне господарство «Докучаєвське»
- Державне підприємство «Скрипаївське навчально-дослідне лісове господарство»
- Дендрологічний парк

### Факультети
- Агрономічний
  - Кафедра агрохімії
  - Кафедра рослинництва
  - Кафедра загальної хімії
  - Кафедра ґрунтознавства
  - Кафедра мовних дисциплін
  - Кафедра педагогіки, психології та права
  - Кафедра плодоовочівництва і зберігання
  - Кафедра землеробства ім. О. М. Можейка
  - Кафедра генетики, селекції та насінництва
  - Кафедра технічного забезпечення агропромислового виробництва
  - Кафедра технології виробництва та переробки продукції тваринництва
- Лісового господарства
  - Кафедра лісових культур і меліорацій
  - Кафедра лісівництва ім. Б. Ф. Остапенка
  - Кафедра садово-паркового господарства
  - Кафедра філософії, історичних і соціальних дисциплін
  - Кафедра лісоуправління, лісоексплуатації та безпеки життєдіяльності
- Захисту рослин
  - Кафедра ботаніки та фізіології рослин
  - Кафедра екології та біотехнології
  - Кафедра зоології та ентомології ім. Б. М. Литвинова
  - Кафедра фітопатології
- Менеджменту і економіки
  - Кафедра менеджменту і адміністрування
  - Кафедра інформаційних технологій, консалтингу і туризму
  - Кафедра маркетингу, підприємництва і організації виробництва
  - Кафедра прикладної економіки і міжнародних економічних відносин
- Інженерів землевпорядкування
  - Кафедра геодезії, картографії та геоінформатики
  - Кафедра землевпорядного проектування
  - Кафедра архітектури, планування території та будівництва
  - Кафедра управління земельними ресурсами та кадастру
  - Кафедра фізики та вищої математики
  - Кафедра фізичного виховання
- Обліку і фінансів
  - Кафедра бухгалтерського обліку і аудиту
  - Кафедра фінансів
  - Кафедра статистики і економічного аналізу
  - Кафедра економічної теорії

### Наукові установи
- Музей історії університету
- Музей природи
- Музей геології і мінералогії
- Музей генезису і картографії ґрунтів

## Спеціалізовані Вчені ради по захисту дисертацій
Спеціалізовані Вчені ради для захисту кандидатських дисертацій:
- К 64.803.01 — економічні науки зі спеціальності 08.00.04 — «Економіка та управління підприємствами»
- К 64.803.02 — зі спеціальностей 06.01.03 –06.01.03 — «Агроґрунтознавство і агрофізика», 06.01.09 «Рослинництво», 06.01.11 «Фітопатологія»

## Відомі випускники та науковці
- Герої Радянського Союзу: Бакулін І. І., Василевський П. Л., Готліб Е. Д..
- Двічі Герой Соціалістичної праці: Юр'єв В. Я.
- Герої Соціалістичної праці: Алпатьєв О. В., Бойко П. Т., Божко І. К., Борисенко М. П., Ванін Д. Ю., Калантай І. Ф., Кубрак І. І., Ломако І. П., Лисенко Є. П., Муратов Ф. С., Носальський А. А., Палладін О. В., Прокоф'єв В. Г., Рубель П. І., Соколов Б. П., Сорокін А. Б., Супрун О. М., Хаджинов М. І., Черненко І. В.
- Герої України: Гулий І. М., Криворучко А. Т., Ровчак А. Я.
- Лауреати Ленінської премії: Палладін О. В., Соколов Б. П., Усиков О. Я., Хаджинов М. І., Цінгер М. В.
- Лауреати Державної премії УРСР: Алпатьєв О. В., Лазарєв Б. Г., Нікітенко І. Т., Омельяненко А. О., Пересипкін В. Ф., Першин П. М., Проходжай І. Д., Соколов Б. П., Юр'єв В. Я.
- Лауреати Державної премії України: Васильєв В. П., Єльніков М. І., Кириченко В. В., Лазарєв Б. Г., Литвиненко М. А., Лукінов І. І., Пересипкін В. Ф., Петренкова В. П., Усиков О. Я., Філіпенко В. Ю.
- Академіки і члени-кореспонденти УААН, НААН України та інших академій: Алпатьєв О. В., Балюк С. А., Бобро М. А., Будьонний Ю. В., Васильєв В. П., Висоцький Г. М., Віленський Д. Г., Глінка К. Д., Глущенко І. Є., Голік В. С., Гриник І. В., Гур'єв Б. П., Даниленко Й. А., Добряк Д. С., Жуков А. Б., В. В. Кириченко, Кисіль В. І., Клецький Л. М., Коварський А. Ю., Кулєшов М. М., Лавренко Є. М., Лазарєв Б. Г., Литвиненко М. А., Лукінов І. І., Мацков Ф. П., Мейстер Г. К., Мирось В. В., Міхович А. Г., Наумов Г. Ф., Нікітенко Г. Ф., Носко Б. С., Омельяненко А. О., Онищенко О. М., Острянин Д. Х., П'ятницький С. С., Палладін О. В., Пересипкін В. Ф., Першин П. М., Петренкова В. П., Пищимука П. С., Погребняк П. С., Пузік В. К., Рожественський Б. М., Ролл Я. В., Соболев С. С., Соколов Б. П., Соколовський О. Н., Страхов Т. Д., Стрєлков І. І., Ульянченко О. В., Усиков О. Я., Хаджинов М. І., Юр'єв В. Я.
- Державні діячі, керівники і організатори АПК: Алексейчук В. В., Бездітко А. П., Бовдуй І. П., Бредіхін О. О., Гревцов В. Д., Зубрич І. О., Калантай І. Ф., Калюжний М. Н., Квітчатий О. В., Ковалик А. Й., Котляревський О. І., Кужель В. І., Лобас С. В., Матвієнко В. О., Носальський А. А., Полянський Д. С., Рішняк І. М., Сидоренко В. М., Слаута В. А., Ткаленко М. І., Хворост М. П., Шмаков М. В.
- Заслужені діячі науки і техніки: Азбукін Ю. М., Асика М. Р., Бондаренко В. В., Вервейко А. П., Васильєв В. П., Грінченко О. М., Гревцова Г. Т., Здоровцов І. П., Здоровцов О. І., Кірсанов В. О., Кириченко В. В., Коренєв Г. В., Кулєшов М. М., Лазарєв Б. Г., Левицький І. Ю., Мацков Ф. П., Муха В. Д., Нікулін М. Р., Омельяненко А. О., Першин П. М., Пузік В. К., П'ятницький С. С., Соколовський О. Н., Страхов Т. Д., Строна І. Г., Телешек К. Г., Юр'єв В. Я.
- Заслужені працівники сільського господарства: Байбакова Н. П., Берест М. І., Бєлінський В. І., Бовдуй І. П., Бондар Ф. О., Васенін А. С., Вішталь О. В., Вовченко В. М., Гаврик С. В., Гетманов М. В., Горетий М. О., Гриник І. В., Гулий І. М., Давидов М. І., Корнієнко С. І., Кур'янов В. О., Леваднева В. П., Литвиненко М. А., Лисенко Є. П., Лобода М. В., Олянич В. І., Пазій І. П., Петренко Я. І., Півень М. І., Редько О. М., Ржевський В. Г., Середа А. М., Слаута В. А., Сурков М. О., Сьомік П. М., Цибулько В. С., Черничко Д. П., Шишкунов О. Ф., Юрченко А. Д.
- Заслужені працівники освіти: Бєсєдін М. О., Варченко О. М., Вервейко А. П., Євтушенко М. Д., Здоровцов О. І., Кірсанов В. О., Михайлова Л. І., Муха В. Д., Пузік В. К.

### Науковці
У різні роки в університеті працювали видатні вчені:
- ґрунтознавці: Докучаєв В. В., Сибірцев М. М., Глінка К. Д., Віленський Д. Г., Соколовський О. Н., Махов Г. Г., Бараков П. Ф., Грінченко О. М., Гринь Г. С., Можейко О. М., Милий В. В., Крупський М. К., Яровенко А. Ф., Назаренко І. І., Лактіонов М. І., Тихоненко Д. Г., Будьонний Ю. В., Муха В. Д., Горін М. О., Зуза В. С., Булигін С. Ю., Дегтярьов В. В.
- агрохіміки: Вагнер Є. Є., Пищимука П. С., Єгоров М. А., Рожественський Б. М., Телетов І. С., Крупський М. К., Ольховський Г. Ф., Філон В. І., Залізовський В. С.
- рослинники: Будрін П. В., Цінгер М. В., Кулешов М. М., Пилипець Г. В., Локоть Т. В., Воробйов С. І., Делоне Л. М., Якименко О. П., Коренєв Г. В., Марченко Л. О, Бобро М. А., Фурсова Г. К.
- плодоовочівники: Поляков М. К., Скробанський Г. Г., Ільїнський О. А., Біляк Б. Й., Болотських О. С., Яровий Г. І.
- селекціонери і генетики: Юр'єв В. Я., Іллінська-Центилович М. А., Соколов Б. П., Хаджинов М. І., Тетерятченко К. Г., Голік В. С., Цибулько В. С., Наумов Г. Ф., Проскурнін М. В., Кириченко В. В., Пузік В. К., Гопцій Т. І.
- захисники рослин: Аверін В. Г., Страхов Т. Д., Мацков Ф. П., Мігулін О. О., Бузовір Ф. Я., Родігін М. М., Литвинов Б. М., Покозій Й. Т., Гринько Н. М., Їжик М. К., Пантелеєв В. К., Захаренко О. В., Туренко В. П., Марютін Ф. М., Білецький Є. М., Євтушенко М. Д., Колупаєв Ю. Є.
- лісівники: Плятер Л. К., Бранке В. Ю., Орлов М. М., Висоцький Г. М., Марченко О. Г., Сурож Й. Г., Андріїв В. М., Яхонтов І. О., Гурський В. Я., Воробйов Д. В.,  П'ятницький С. С., Остапенко Б. Ф., Ведмідь М. М.
- зоотехніки: Широких І. Й., Мирось М. М.
- економісти: Скворцов О. І., Фортунатов О. Ф., Клецький Л. М., Телешек К. Г., Бутко С. Д., Галкін О. Ф., Лукінов І. І., Здоровцов О. І., Бєсєдін М. О., Мартьянов В. П., Амбросов В. Я., Анічин Л. М., Шиян В. Й., Брюховецький І. М., Македонський А. В., Огійчук М. Ф., Соловйов М. Ф., Горкавий В. К., Полтавський Ю. А., Білоусько В. С., Ульянченко О. В., Беленкова М. І., Олійник О. В., Гуторов О. І.
- землевпорядники: Петренко Я. І., Першин П. М., Сазонов К. М., Статівка І. М., Горохов Г. І., Кірсанов В. О., Вервейко А. П.
- біохімік: Палладін О. В.
- фізики: Усиков О. Я., Лазарєв Б. Г., Філіпенко В. Ю.

### Випускники
Серед видатних випускників університету в різні часи були:
- Аксель Бакунц (Олександр Степанович Тевосян) — випускник 1923 р., вірменський письменник-прозаїк, кіносценарист, перекладач і активіст;
- Алпатьєв Олександр Васильович — видатний селекціонер-овочівник, доктор сільськогосподарських наук (1961), професор (1966), академік ВАСГНІЛ (1966);
- Артюшенко Петро Миколайович — селекціонер і агроном, кандидат біологічних наук, автор сучасних сортів озимих пшениць;
- Балюк Святослав Антонович — академік НААН України, доктор сільськогосподарських наук, професор, директор ННЦ «Інститут ґрунтознавства і агрохімії ім. О. Н. Соколовського»;
- Бобро Михайло Архипович — відомий учений-рослинник, доктор сільськогосподарських наук, професор, член-кореспондент НААН України;
- Бондар Олександр Іванович (агроном) — член-кореспондент НААН, доктор біологічних наук, професор, ректор Державної екологічної академії;
- Васильєв Вадим Петрович — доктор біологічних наук, професор, академік НАН України, заслужений діяч науки, лауреат Державної премії України в галузі науки і техніки;
- Вервейко Анатолій Петрович — кандидат економічних наук, професор, почесний землевпорядник України, почесний професор Хенанського СГУ (КНР);
- Височин Іван Андрійович — доктор архітектури, професор, член-кореспондент Академії будівництва України;
- Вітанов Олександр Дмитрович — доктор сільськогосподарських наук, професор, учений агроном;
- Волкогон Віталій Васильович— інженер-ґрунтознавець, мікробіолог, вчений-педагог;
- Глущенко Іван Євдокимович — фахівець у галузі генетики і селекції рослин, доктор біологічних наук, професор, академік ВАСГНІЛ;
- Голік Віктор Степанович — відомий учений-селекціонер ярої пшениці, доктор сільськогосподарських наук, професор, академік НААН України;
- Гончар Михайло Тимофійович — вчений в галузі лісівництва, кандидат сільськогосподарських наук, академік Лісівничої АН України;
- Грашко, Юрай — відомий учений-ґрунтознавець, доктор сільськогосподарських наук, професор, академік Словацької АН,[5] учень О. Н. Соколовського, політик, колишній Міністр навколишнього середовища і посол Словацької Республіки в Швейцарії;
- Гриник Ігор Володимирович — учений агроном, доктор сільськогосподарських наук, академік НААН, директор Інституту садівництва НААН України;
- Гулий Іван Михайлович — Герой України, генеральний директор ПОП «Промінь» Красноградського району Харківської області;
- Гур'єв Борис Петрович — відомий учений-селекціонер, доктор сільськогосподарських наук, професор, академік ВАСГНІЛ;
- Гусаков Володимир Миколайович — заслужений архітектор України, лауреат Державної премії України з архітектури;
- Даниленко Йосип Абрамович — відомий учений-зоотехнік, доктор сільськогосподарських наук (1965), професор (1966), академік ВАСГНІЛ (1966);
- Добряк Дмитро Семенович — доктор економічних наук, член-кореспондент УААН, професор, член-кореспондент НААН України;
- Жуков Анатолій Борисович — організатор лісівничої науки, доктор сільськогосподарських наук, академік АН СРСР, заслужений діяч науки РРФСР;
- Злотін Олександр Зіновійович — видатний ентомолог, професор, доктор біологічних наук;
- Кириченко Віктор Васильович — учений-рослинник, доктор сільськогосподарських наук, академік, директор Інституту рослинництва НААН України (2000-2012, 2014-2020);
- Кисіль Володимир Іванович — академік НААН України, доктор сільськогосподарських наук, професор;
- Лактіонов Микола Ілліч — відомий учений-ґрунтознавець, доктор сільськогосподарських наук, професор, лауреат золотої медалі ім. В. В. Докучаєва АН СРСР;
- Литвинов Борис Митрофанович — доктор біологічних наук, професор, завідувач кафедри зоології та ентомології;
- Ляшенко Сергій Васильович — заслужений землевпорядник України;
- Муха Володимир Дмитрович — академік, професор, доктор сільськогосподарських наук, ректор Курської державної сільськогосподарської академії (1988-2005);
- Погребняк Петро Степанович — учений-лісівник і ґрунтознавець, доктор географічних наук, професор, академік і віце-президент АН УРСР;
- Полянський Дмитро Степанович — видатний державний діяч, міністр сільського господарства СРСР (1973-1976);
- Ровчак Андрій Якович — Герой України, генеральний директор СВК «Восток» Ізюмського району Харківської області;
- Слаута Віктор Андрійович — видатний державний діяч, міністр аграрної політики України (2004);
- Соболєв Сергій Степанович — академік ВАСГНІЛ, доктор сільськогосподарських наук, директор Ґрунтового інституту ім. В. В. Докучаєва (1971-1975);
- Соколов Борис Павлович — агроном-селекціонер, фахівець у галузі селекції та насінництва кукурудзи, академік ВАСГНІЛ.
- Сядристий Микола Сергійович — відомий майстер мікромініатюр, заслужений майстер народної творчості України, народний художник;
- Юр'єв Василь Якович — селекціонер-рослинник, академік АН УРСР, почесний академік ВАСГНІЛ, заслужений діяч науки УРСР, лауреат Державної премії СРСР[6].

## Нагороди, відзнаки
- орден Трудового Червоного Прапора за наполеглеву працю у підготовці висококваліфікованих кадрів для сільського господарства і в зв'язку 125-річчям від дня заснування інституту (1941);
- Почесна грамота Президії Верховної Ради Української РСР за вагомий внесок у підготовці висококваліфікованих кадів для сільського господарства та у зв'язку з 150-річчям від дня заснування інституту (1966);
- орденом Пошани (2001);
- Почесна грамота Кабінету Міністрів України (2001).

## Рейтинги
У 2003 році інститут рейтингових досліджень Асамблеї ділових кіл України визнав Харківський національний аграрний університету імені В. В. Докучаєва лауреатом Всеукраїнського рейтингу «Кращі підприємства України - 2003» у номінації «Вища освіта».

## Виноски
1. 1 2  GRID Release 2017-05-22 — 2017-05-22 — 2017. — doi:10.6084/M9.FIGSHARE.5032286
2. ↑  Михайлівна, Голікова Олена; Іванович, Кравцов Анатолій; Іванович, Киричок Ростислав (2011). Історія Харківського національного аграрного університету імені В. В. Докучаєва (other) . Харківський національний аграрний університет ім. В.В. Докучаєва. ISBN 978-966-1643-21-4.
3. ↑  Іванович, Киричок Ростислав; Михайлівна, Голікова Олена; Іванівна, Гриценко Зоя (2006). Нарис : Харківський національний аграрний університет імені В.В. Докучаєва. 1816-2006 (other) . Харківський національний аграрний університет ім. В.В. Докучаєва.
4. ↑  В. К., Пузік; О. М., Голікова; А. І., Кравцов; М. А., Бобро; Т. І., Гопцій; В. К., Горкавий; О. І., Гуторов; В. В., Дегтярьов; М. Д., Євтушенко (2016). Докучаєвці. Процитовано 28 січня 2022.
5. ↑  ДО ХНАУ ЗАВІТАВ ВИПУСКНИК ЮРАЙ ГРАШКО – ВІДОМИЙ У ЄВРОПІ ВЧЕНИЙ ТА ПОЛІТИЧНИЙ ДІЯЧ. Фундаментальна бібліотека ХНАУ ім.В.В.Докучаєва (рос.). Архів оригіналу за 25 липня 2021. Процитовано 5 травня 2022. [Архівовано 2021-07-25 у Wayback Machine.]
6. ↑  Кузьмич, Пузік Володимир; Іванович, Кравцов Анатолій; Михайлівна, Голікова Олена (2016). ДОКУЧАЄВЦІ (other) . Харківський національний аграрний університет ім. В.В. Докучаєва.